# 175633 Yaoan
175633 Yaoan è un asteroide della fascia principale. Scoperto nel 2007, presenta un'orbita caratterizzata da un semiasse maggiore pari a 3,1906465 UA e da un'eccentricità di 0,0377252, inclinata di 6,52477° rispetto all'eclittica.